# Aneta
Aneta é uma cidade localizada no estado norte-americano de Dacota do Norte, no Condado de Nelson.

## Demografia
Segundo o censo norte-americano de 2000, a sua população era de 284 habitantes. 
Em 2006, foi estimada uma população de 253, um decréscimo de 31 (-10.9%).

## Geografia
De acordo com o United States Census Bureau tem uma área de 
2,5 km², dos quais 2,5 km² cobertos por terra e 0,0 km² cobertos por água. Aneta localiza-se a aproximadamente 458 m acima do nível do mar.

## Localidades na vizinhança
O diagrama seguinte representa as localidades num raio de 28 km ao redor de Aneta. 